# Santa Maria al Monte dei Cappuccini
La chiesa di Santa Maria al Monte dei Cappuccini è un edificio di culto cattolico di Torino posta sulla sommità del Monte dei Cappuccini. L'edificio fu progettato nel 1584 da Ascanio Vitozzi e consacrata nel 1656, mentre l'altare maggiore è di Carlo ed Amedeo di Castellamonte. L'architettura è tardo-rinascimentale e manierista con interni barocchi. La chiesa ed il convento furono affidati ai frati Cappuccini, da cui il nome.

## Storia

### Costruzione
Fin dall'antichità, il Monte dei Cappuccini era stato destinato a scopi difensivi ed era occupato da una fortezza medioevale, detta Bastita Taurini, assieme ad una chiesa romanica a tre navate detta Santa Maria alla Bastita.
Nel 1581 Carlo Emanuele I di Savoia, al fine di recuperare il consenso cattolico nei territori, donò il monte all'Ordine dei frati minori Cappuccini, già alloggiati in città nel borgo di Madonna di Campagna, al fine di costruire loro un convento e una nuova chiesa, sempre dedicata alla Vergine Maria.

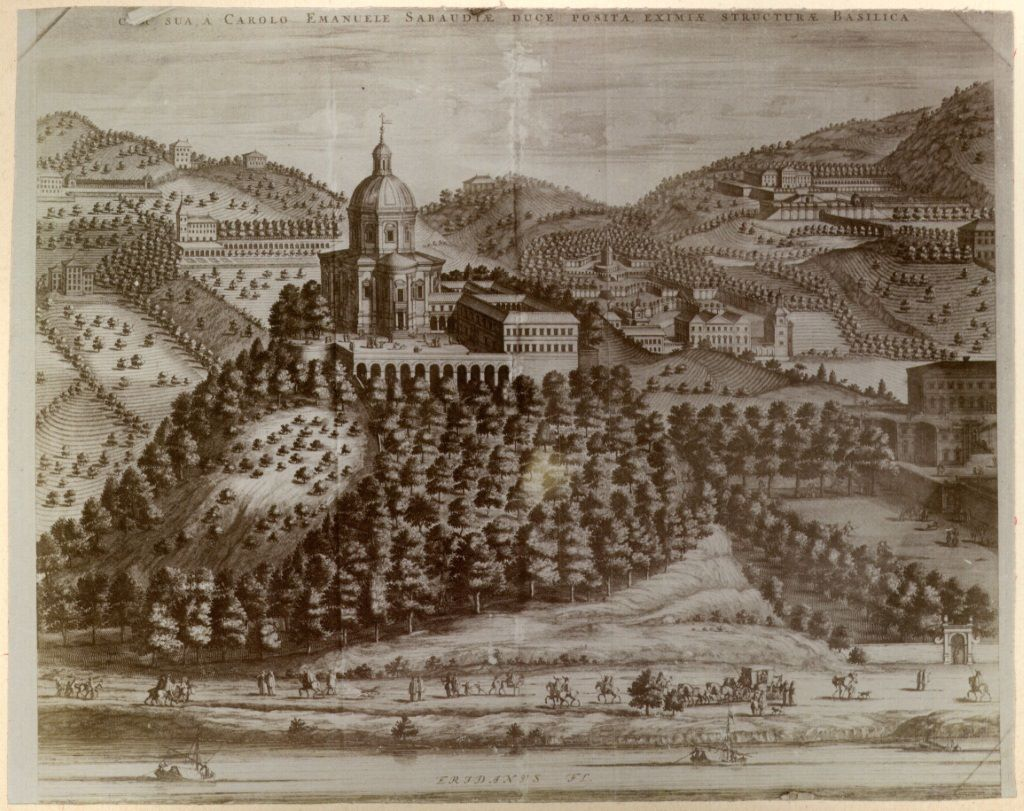
Incisione raffigurante la chiesa, il convento, ed il monte dei Cappuccini

I lavori dell'impianto iniziarono nel 1583, sulle basi di un primo progetto dell'ingegner Giacomo Soldati, proseguiti successivamente da Ludovico Vanello. Il progetto di Soldati era in stile rinascimentale, sul modello del tempio a pianta centrale. Già nel 1590, a cantieri aperti, i frati Cappuccini poterono insediarsi nel convento, autorizzati anche ad officiare messa nel 1596, sebbene con la chiesa ancora in costruzione. Due anni dopo i lavori si arrestarono, sia per mancanza di fondi che per l'arrivo della peste a Torino. Il cantiere fu ripreso nel 1611 da Ascanio Vitozzi, che completò il progetto della chiesa con una pianta a croce greca, recuperando un piccolo spazio per l'attuale vestibolo d'ingresso, più la retrostante sala del coro, posta dietro l'altare maggiore. A tutto ciò, aggiunse il progetto dell'imponente tamburo ottagonale in muratura, terminante con un'alta cupola in piombo, che si allontana dallo stile rinascimentale e procede verso una sensibilità manierista o barocca. Tuttavia, Vitozzi morì nel 1615, e i lavori dovettero proseguire con l'architetto Carlo di Castellamonte, che modificò solo alcune parti in classico stile barocco. Nel 1630 giunse una nuova epidemia di peste, che rallentò la fine dei lavori. Questi vennero riaperti e conclusi dal figlio di Carlo, Amedeo di Castellamonte ma, ancora, la guerra civile di Torino 1637–1640 ne impedì la consacrazione e l'inaugurazione. Intanto furono terminati l'alta cupola in piombo (esistente fino al 1801), sia gli interni come, ad esempio, l'altare maggiore, opera dello scalpellino Gabriele Casella, su disegni di Carlo di Castellamonte. Il pittore Isidoro Bianchi di Campione d'Italia vi realizzò al suo interno numerosi affreschi nel periodo 1630–1633. Nelle nicchie furono poste delle statue lignee, opera dello scultore Stefano Maria Clemente. Nel Settecento furono poi aggiunti alcuni preziosi dipinti.

### Il miracolo eucaristico del 12 maggio 1640

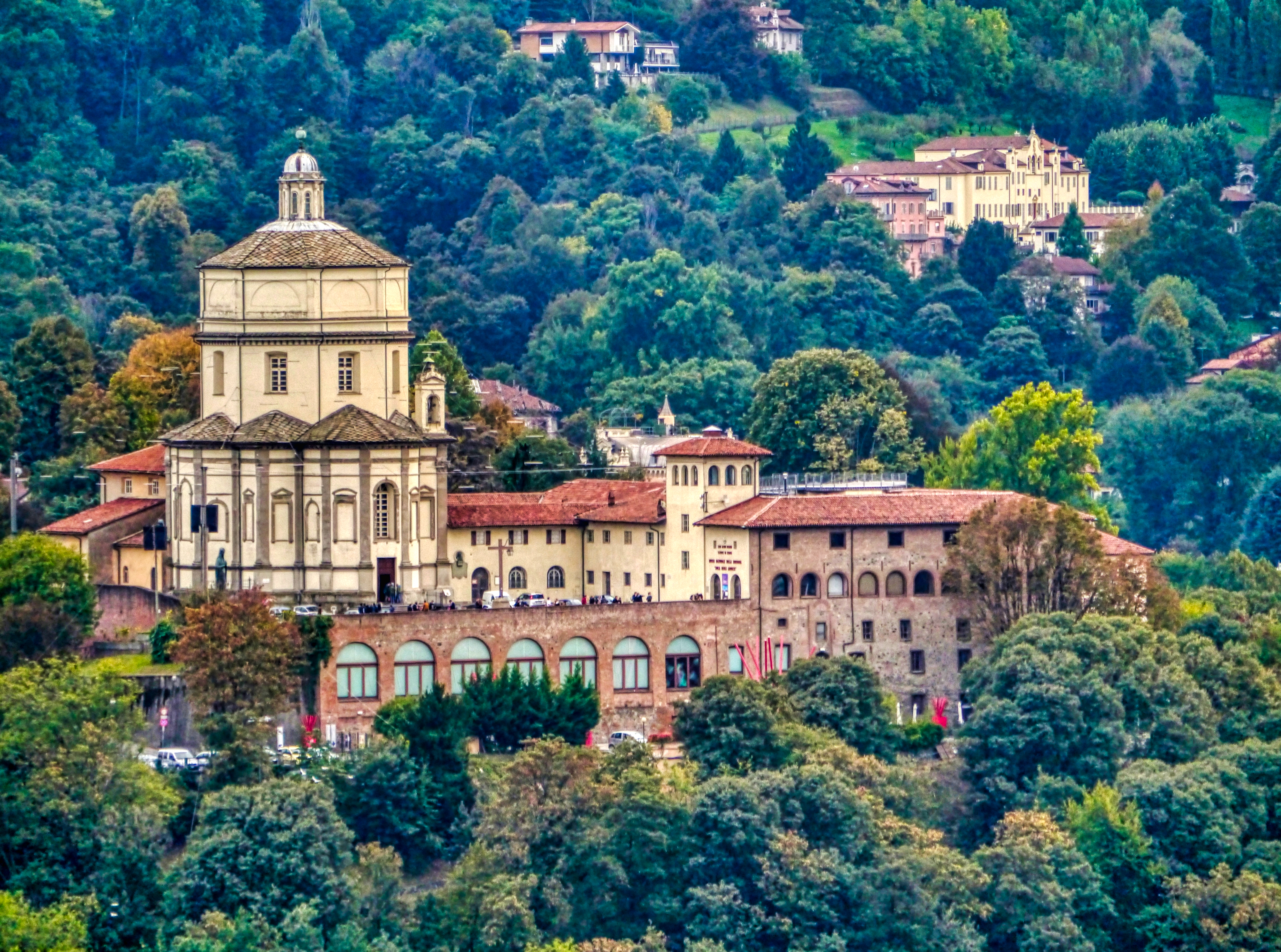
Vista del complesso dei Cappuccini, inclusa la chiesa, il museo della montagna, e la terrazza panoramica

Durante l'assedio francese di Torino del 1640, il Monte fu subito identificato come luogo di importanza strategica. Il principe Tommaso Francesco di Savoia quindi, ordinò al conte d'Harcourt di espugnare il colle e il monastero; i soldati francesi non ebbero difficoltà a vincere le resistenze della popolazione, ma, entrati nella chiesa, una lingua di fuoco si levò dal tabernacolo per proteggere le ostie consacrate. Afferma padre Pier Maria da Cambiano:
(Padre Pier Maria da Cambiano)
I francesi desistettero così dalla spoliazione del luogo sacro. L'episodio mistico, tuttora molto caro ai torinesi, è ricordato da un quadro esposto nell'atrio della chiesa. Sono ancora visibili attualmente i colpi della baionetta e le tracce del presunto fuoco divino sul tabernacolo.
I soldati francesi comunque portarono a compimento il massacro dei difensori, che seppellirono in una fossa comune, tornata alla luce nel 1937.

### Dal Seicento a oggi

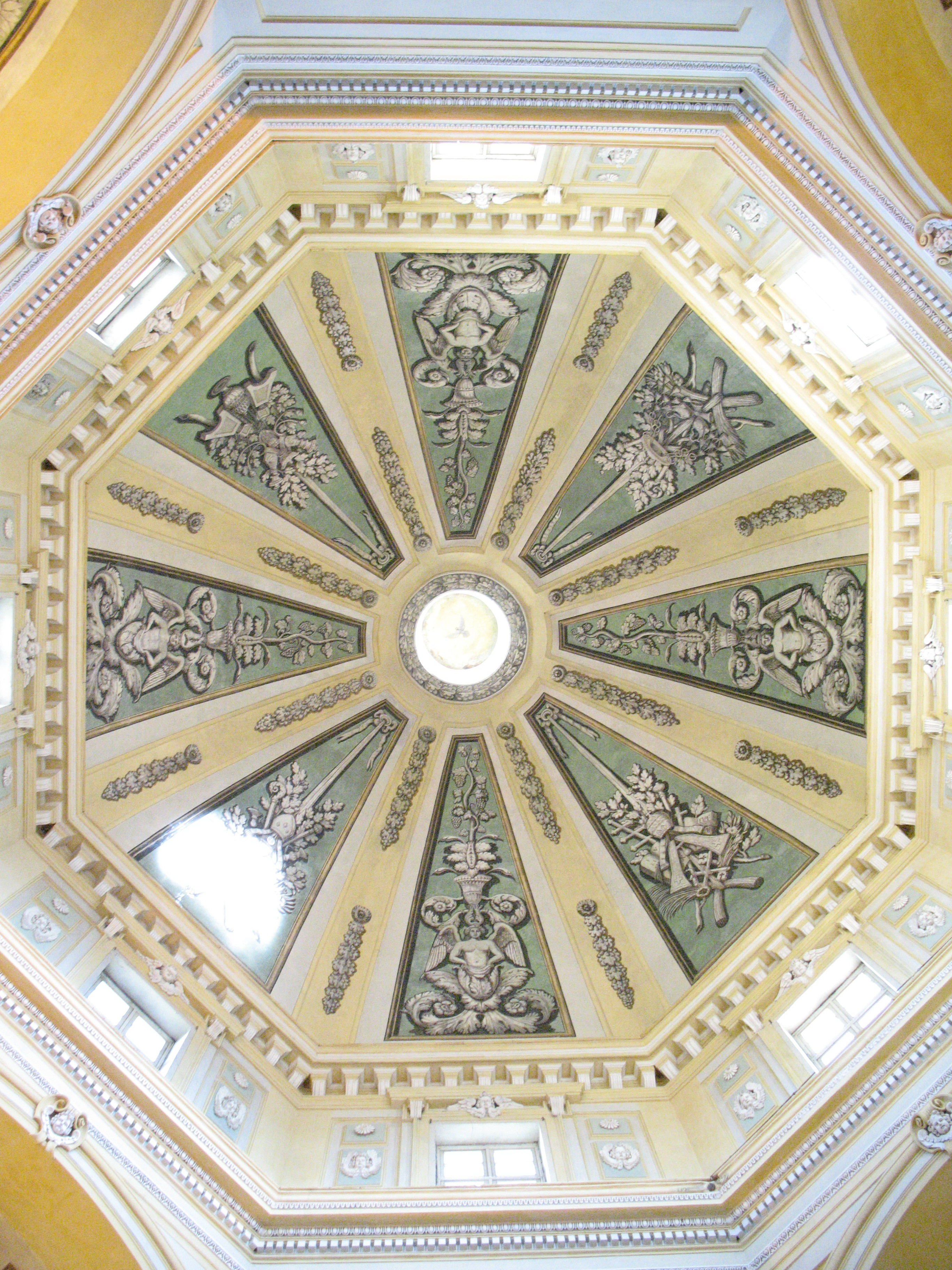
interno della cupola

La chiesa venne solennemente consacrata soltanto il 22 ottobre 1656, in occasione di una breve visita della regina Cristina di Svezia, da poco convertitasi al cattolicesimo e di passaggio da Torino. Pur essendo riconosciuto un luogo di importanza fondamentale per controllare l'accesso orientale di Torino, i francesi non riuscirono a espugnarlo durante il noto assedio di Torino del 1706, a parte una cannonata sulla chiesa.
Nel 1799 poi, il Monte dei Cappuccini venne scelto dalle truppe austro-russe quale postazione per le artiglierie che avrebbero dovuto bombardare Torino se i francesi, nuovamente occupanti in città, avessero offerto resistenza. La chiesa ricevette un solo bombardamento, evento ricordato con una palla di cannone conficcata sulla parete della chiesa, non distante da quella conficcata per ricordare quello del 1706.

## Descrizione
L'interno della chiesa di Santa Maria al Monte è fortemente arricchito di classiche decorazioni barocche. Sia l'altare maggiore che quelli laterali sono in marmi policromi, tutti progettati da Carlo di Castellamonte (1628).

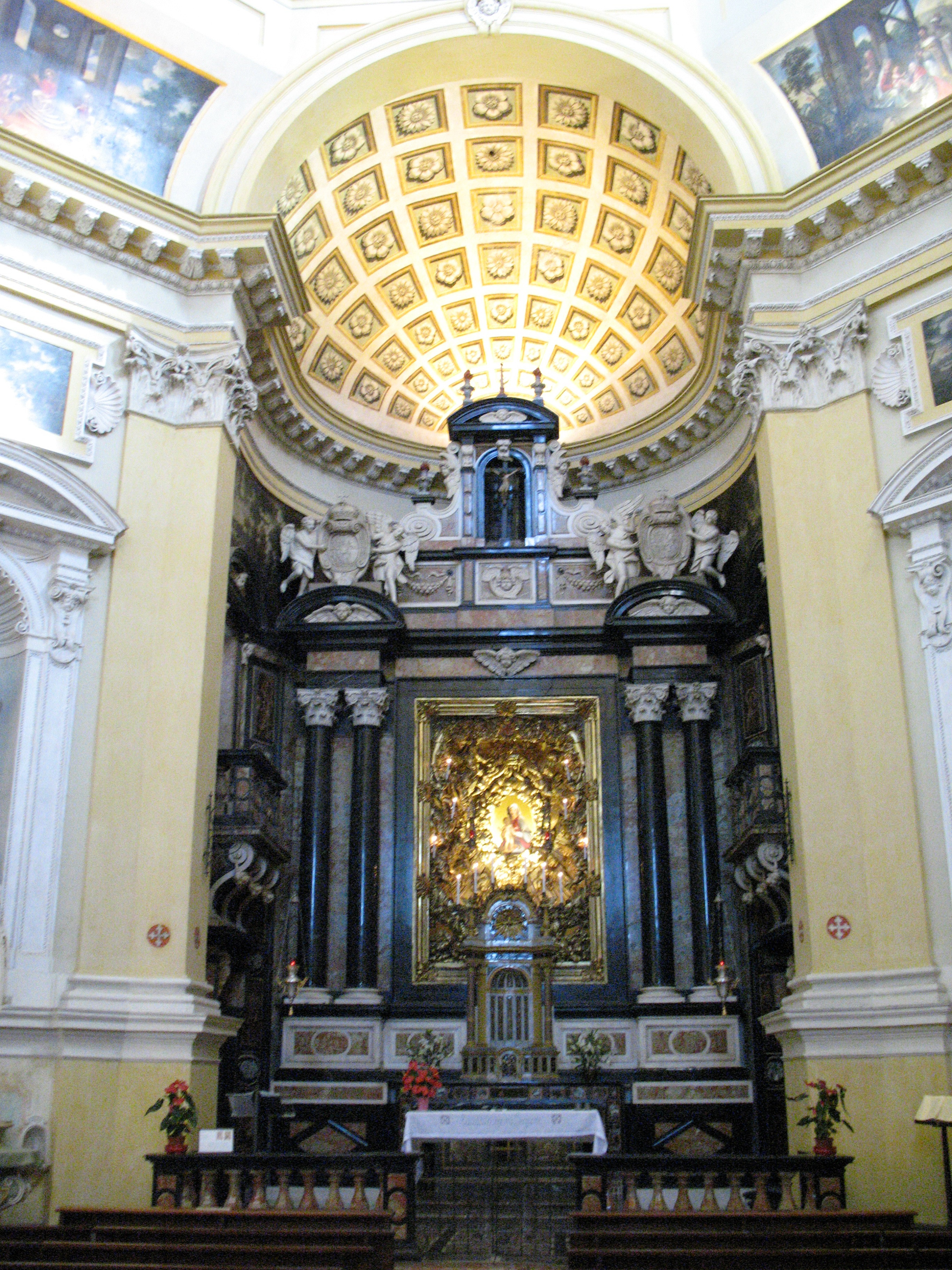
L'altare maggiore

L'altare laterale di sinistra, detto di San Maurizio, patrono di Casa Savoia, presenta un coevo olio su tela di Guglielmo Caccia, detto "il Moncalvo", raffigurante il martirio del santo. Sotto la mensa riposano le spoglie di Sant'Ignazio da Santhià (XVII secolo), al secolo Lorenzo Maurizio Belvisotti, canonizzato da papa Giovanni Paolo II nel 2002. Questo frate cappuccino visse i suoi ultimi anni a Santa Maria del Monte, dove ivi morì il 22 settembre 1770, dopo anni di servizio ai poveri e altresì molto stimato dalla famiglia reale).
L'altare laterale di destra, detto di San Francesco, presenta invece un olio su tela di Giuseppe Buccinelli, copia dell'originale (1629) di Crespi detto "Il Cerano" conservato alla Galleria Sabauda, raffigurante il fraticello d'Assisi che riceve il bambino dalla Madonna, alla presenza di un altro frate che tiene un libro e dietro il diacono San Lorenzo.
Nei quattro angoli della chiesa troviamo invece gli altari minori, opera di Benedetto Alfieri, con: angolo sinistro dall'ingresso: statua di San Serafino da Montegranaro, con sotto dipinto ovale raffigurante San Giuseppe da Leonessa; angolo destro dall'ingresso: statua di Sant'Antonio di Padova, con sotto dipinto ovale raffigurante San Bernardo da Corleone; angolo sinistro verso il presbiterio: statua di San Felice da Cantalice, con sotto dipinto ovale raffigurante San Lorenzo da Brindisi; angolo destro verso il presbiterio: statua di San Fedele da Sigmaringen, con sotto dipinto ovale raffigurante il Beato Bernardo da Offida.
In alto, dietro il presbiterio, disegnato da Amedeo di Castellamonte, e sopra l'altare maggiore di Carlo di Castellamonte, spicca una ricca prospettiva lignea dorata su più piani, che incornicia una piccola tavola raffigurante la Madonna con Bambino, detta La Gloria, opera di Caffaro Rore e restaurata nel 1995. Questa tavola sostituisce una scultura lignea della Madonna con Bambino risalente alla fine del XVI–inizio XVII secolo, trafugata nella notte tra il 17 e il 18 dicembre 1980.
Legati al convento di Santa Maria al Monte furono, inoltre, altre figure della chiesa torinese e non solo: dal cardinale Guglielmo Massaia ad Angelico da None. Nel 1989 furono rinvenute, con gran stupore, nel cortile retrostante, le spoglie del conte Filippo San Martino di Agliè; furono poi deposte nel 2010 presso una tomba nel vestibolo d'ingresso.